# ウエディング宣言
『ウエディング宣言』（ - せんげん、原題: Monster-in-Law）は、2005年に公開されたコメディ映画。監督はロバート・ルケティック。ジェーン・フォンダ、ジェニファー・ロペス、マイケル・ヴァルタン主演。
日本では劇場公開されずに、2007年1月26日に20世紀フォックス・ホーム・エンターテイメント・ジャパンからDVDが発売された。

## キャスト
※括弧内は日本語吹き替え
- ヴィオラ・フィールズ - ジェーン・フォンダ（藤田淑子）
- チャーリー・カンティリーニ - ジェニファー・ロペス（魏涼子）
- ケヴィン・フィールズ - マイケル・ヴァルタン（入江崇史）
- ルビー - ワンダ・サイクス（小宮和枝）
- レミー - アダム・スコット
- フィオナ - モネット・メイザー

## 賞
2005年のティーン・チョイス・アワードで5部門ノミネートされた。